# Laburgade
Laburgade település Franciaországban, Lot megyében. Lakosainak száma 374 fő (2022. január 1.). Laburgade Aujols, Cieurac, Cremps, Flaujac-Poujols és Lalbenque községekkel határos.

## Népesség
A település népességének változása:
| Lakosok száma | 174  | 158  | 197  | 275  | 338  | 350  | 353  | 363  | 362  | 374  |
|               | 1968 | 1982 | 1990 | 2006 | 2013 | 2015 | 2017 | 2019 | 2020 | 2022 |